# Armoy

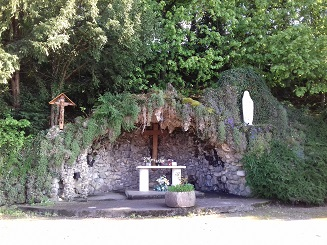
Marien-Grotte, Armoy

Armoy ist eine französische Gemeinde im Département Haute-Savoie in der Region Auvergne-Rhône-Alpes.

## Geographie
Armoy liegt auf 639 m, vier Kilometer südöstlich der Stadt Thonon-les-Bains (Luftlinie). Das Dorf erstreckt sich im Chablais, an aussichtsreicher Lage auf einem Plateau südlich des Genfersees, am Nordfuß des Mont d’Hermone in den Savoyer Voralpen.
Die Fläche des 4,95 km² großen Gemeindegebiets umfasst einen Abschnitt des zentralen Chablais. Das Gemeindeareal nimmt einen Teil des Hochplateaus südlich von Thonon-les-Bains ein (durchschnittlich auf 620 m gelegen). Es reicht nach Norden in die Waldungen der Forêt de Thonon. Die nordöstliche und östliche Abgrenzung des Gebietes verläuft entlang der Dranse, die hier im Lauf der Zeit ein fast 200 m tiefes, schluchtartiges Tal in das Plateau eingekerbt hat. Auf der Anhöhe südlich von Armoy wird mit 670 m die höchste Erhebung der Gemeinde erreicht.
Zu Armoy gehört die Weilersiedlung L’Ermitage (559 m) auf einer Rodungsinsel in der Forêt de Thonon. Nachbargemeinden von Armoy sind Thonon-les-Bains und Marin im Norden, Féternes im Osten, Lyaud im Süden sowie Allinges im Westen.

## Geschichte
Von 1793 bis 1870 bildete Armoy zusammen mit Lyaud die Doppelgemeinde Lyaud-Armoy, seither ist es wieder eine politisch selbständige Gemeinde.

## Sehenswürdigkeiten
Die Dorfkirche von Armoy stammt aus dem 19. Jahrhundert.

## Bevölkerung
| Jahr                       | 1962 | 1968 | 1975 | 1982 | 1990 | 1999 |
| Einwohner                  | 221  | 227  | 425  | 594  | 775  | 940  |
| Quellen: Cassini und INSEE |      |      |      |      |      |      |

Mit 1501 Einwohnern (Stand 1. Januar 2022) gehört Armoy zu den kleineren Gemeinden des Département Haute-Savoie. In den letzten Jahrzehnten wurde ein kontinuierliches starkes Wachstum der Einwohnerzahl verzeichnet. Außerhalb des alten Dorfkerns entstanden größere Einfamilienhausquartiere. Das Siedlungsgebiet von Armoy ist mittlerweile mit demjenigen von Lyaud zusammengewachsen.

## Wirtschaft und Infrastruktur
Armoy war bis weit ins 20. Jahrhundert hinein ein vorwiegend durch die Landwirtschaft geprägtes Dorf. Heute gibt es verschiedene Betriebe des lokalen Kleingewerbes. Zahlreiche Erwerbstätige sind Wegpendler, die in den größeren Ortschaften der Umgebung, vor allem in Thonon-les-Bains ihrer Arbeit nachgehen.
Die Ortschaft liegt abseits der größeren Durchgangsstraßen, ist aber von Thonon-les-Bains über die Verbindungsstraße D26 leicht erreichbar. Weitere Straßenverbindungen bestehen mit Lyaud und Reyvroz.